# X-Press Pearl
X-Press Pearl là một tàu container lớp Super Eco 2700 của Singapore. Tàu được đóng tháng 2 năm 2021 và có chiều dài 186 mét. Nó từng được vận hành bởi X-Press Feeders.
Ngày 20 tháng 5 năm 2021, X-Press Pearl bốc cháy ngoài khơi Colombo, Sri Lanka. Con tàu bị nhấn chìm trong biển lửa vào ngày 27 tháng 5 và tuyên bố thiệt hại toàn bộ. Nó vẫn còn nổi và đám cháy được cho là đã được lực lượng cứu hỏa Sri Lanka kiểm soát vào cuối những giờ cuối ngày 27 tháng 5 năm 2021. Sau khi cháy trong 12 ngày, con tàu bị chìm vào ngày 2 tháng 6 khi nó đang được kéo đi đến vùng nước sâu hơn. Sự cố này được coi là thảm họa sinh thái biển tồi tệ nhất trong lịch sử Sri Lanka do dầu và các sản phẩm hóa chất trên tàu rò rỉ ra vùng biển nước này.

## Quá trình đóng tàu và lịch sử hoạt động
X-Press Pearl được Zhoushan Changhong International Shipyard Co. Ltd của Trung Quốc đóng cho X-Press Feeders có trụ sở ở Singapore, cùng với tàu chị em X-Press Mekong. 
Tàu container 37.000 - trọng tải toàn phần (DWT) có thể chở 2.743 đơn vị tương đương 20 feet. Tàu được bàn giao vào ngày 10 tháng 2 năm 2021.
Tàu được đưa vào hoạt động trên tuyến hàng hải từ eo biển Singapore đến Trung Đông (SMX) của X-Press Feeders từ Port Klang (Malaysia) qua Singapore và Jebel Ali (UAE) đến Port Hamad (Qatar). Hành trình trở về là qua Hazira (Ấn Độ) và Colombo (Sri Lanka) để trở về Malaysia. Con tàu đã thực hiện ba chuyến đi, ghé Colombo vào ngày 17 tháng 3 và ngày 18 tháng 4, và bốc cháy ngay sau khi ghé cảng lần thứ ba vào ngày 19 tháng 5.

## Vụ hỏa hoạn
Con tàu rời cảng Hazira, Ấn Độ, vào ngày 15 tháng 5 năm 2021. Tàu container, chở 1.486 container, hàng hóa bao gồm 25 tấn axit nitric, các hóa chất khác, mỹ phẩm và polyethylene mật độ thấp (LDPE), đã đến Colombo vào ngày 19 tháng 5. Con tàu đang ở lượt về của chuyến đi khứ hồi 30 ngày từ Port Klang, Malaysia, đến Qatar và Dubai.
Có thông tin cho rằng tàu container đã bị từ chối vào cảng Hamad của Qatar và Cảng Hazira của Ấn Độ trước khi vào cảng Colombo ở Sri Lanka.. Những người vận hành của X-Press Pearl bác bỏ các báo cáo liên quan đến việc từ chối nhập cảnh của tàu container này tại các cảng của Qatar và Ấn Độ. X-Press Feeders, chủ của con tàu cho biết thủy thủ đoàn đã phát hiện ra một container bị rò rỉ axit nitric và đề nghị cảng Hamad ở Qatar và Hazira dỡ hàng xuống. Đề nghị này bị từ chối vì "không có phương tiện chuyên môn hoặc chuyên môn nào sẵn sàng ngay lập tức để đối phó với axit rò rỉ," và con tàu tiếp tục hành trình dự kiến đến Colombo.
Con tàu đến Colombo vào đêm ngày 19 tháng 5 và được thả neo ở bến cảng bên ngoài để chờ cập bến. Con tàu không tuyên bố tình trạng khẩn cấp cũng như vụ rò rỉ axit hàng hóa. Vào ngày 20 tháng 5, các nhân viên của tàu đã yêu cầu sửa chữa container. Giám đốc cảng Nirmal de Silva cho biết với tư cách là một trung tâm hàng hải, Colombo có chuyên môn để giúp đỡ. Sau đó, con tàu đã đưa ra báo cáo đầu tiên về một vụ hỏa hoạn mà thủy thủ đoàn đã dập tắt bằng hệ thống cứu hỏa trên tàu.
Người ta báo cáo rằng con tàu bốc cháy vào ngày 20 tháng 5, cách cảng Colombo 9,5 hải lý (17,6 km; 10,9 dặm Anh) về phía tây bắc. Hải quân Sri Lanka cùng với Cảng vụ Sri Lanka, đã lên tàu để tìm hiểu nguyên nhân hỏa hoạn, nghi ngờ rằng đám cháy có thể bắt đầu do phản ứng của các hóa chất được vận chuyển trên tàu. Khi sự cố hỏa hoạn diễn ra, tàu có 25 thành viên trên tàu.
Mặc dù các báo cáo ban đầu liên kết vụ việc với axit rò rỉ, nhưng Giám đốc cảng De Silva cho biết ngọn lửa đã bùng phát ở chốt số 2 của X-Press Pearl trong khi container được chất trên boong. Ông nói: Cần phải tiến hành một cuộc điều tra đầy đủ hơn để xác định nguyên nhân.
Vào ngày 25 tháng 5, một vụ nổ lớn đã xảy ra bên trong tàu và tất cả 25 thành viên thủy thủ đoàn đã được sơ tán an toàn khỏi tàu. Hai thủy thủ Ấn Độ bị thương trong vụ nổ đã được đưa vào Bệnh viện Quốc gia Colombo.
Ngọn lửa tiếp tục bùng cháy trong ngày 25 tháng 5 năm 2021 và đến chiều muộn các container đã rơi xuống biển. Cơ quan Bảo vệ Môi trường Hàng hải Sri Lanka (MEPA) tuyên bố sự kiện tràn dầu Cấp II từ các boongke trên tàu khi ngọn lửa trở nên tồi tệ hơn. Ấn Độ đã điều động các tàu Cảnh sát biển chữa cháy và kiểm soát ô nhiễm, một tàu kéo và một máy bay trinh sát hàng hải Dornier để hỗ trợ các biện pháp ngăn chặn, và các ngư dân được yêu cầu tránh xa con tàu.
Chủ tịch MEPA Dharshani Lahandapura ngày 26/5/2021 cho biết 378 tấn dầu trên tàu và khoảng một nửa có thể trôi ra biển sau khi đám cháy kết thúc. Thời tiết xấu đã ngăn cản việc triển khai các thiết bị chặn tràn dầu xung quanh con tàu, nhưng các nhà chức trách đã sẵn sàng thu dọn bất kỳ vết dầu nào lọt vào bờ. Đến sáng, các mảnh vỡ bị cháy và một số hàng hóa bị rơi đã trôi dạt vào bờ biển Negombo của Sri Lanka. Vào ngày 29 tháng 5, X-Press Pearl vẫn còn cháy âm ỉ và bốc khói, mặc dù ngọn lửa đã tắt. Thân tàu vẫn còn nguyên vẹn. Lực lượng cứu hỏa kéo tàu tiếp tục dội nước lên tàu. Không quân Sri Lanka thả bột hóa chất khô. Tàu Cảnh sát biển Ấn Độ ICG Samudra Prahari, một tàu kiểm soát ô nhiễm, đã tham gia lực lượng đặc nhiệm. Đến sáng 30/5/2021, ngọn lửa đã cháy gần hết và vẫn đang tiếp tục phun nước. X-Press Feeders cho biết các nhân viên cứu hộ đang xem xét việc lên tàu để thiết lập kết nối lai dắt. Các nhân viên cứu hộ lên tàu vào ngày 1 tháng 6 để kiểm tra lần đầu tiên. Các nhân viên cứu hộ nhận thấy buồng máy bị ngập nước và khói vẫn bốc ra liên tục từ các hầm hàng 1, 2 và 3.

## Thiệt hại môi trường
Cơ quan Bảo vệ Môi trường Biển Sri Lanka (MEPA) cho biết họ đang đánh giá thiệt hại về môi trường và thu thập bằng chứng. Người ta đã lên kế hoạch khiếu nại sơ bộ. Ô nhiễm hạt vi nhựa từ hàng hóa tràn ra các bãi biển của Sri Lanka từ ngày 27 tháng 5. Các viên nén LDPE cũng đã trôi dạt vào bờ biển gần đó. Theo MEPA, trên tàu có ba thùng chứa hạt nhựa, mỗi thùng nặng 26.000 kg.
Laurel Wamsley của NPR mô tả sự cố là một thảm họa môi trường vào tháng 6 năm 2021.
Các chuyên gia y tế và Cơ quan Bảo vệ Môi trường cũng cảnh báo rằng có khả năng xảy ra mưa axit nhẹ ở Sri Lanka do phát thải nitơ dioxide. Chính quyền Sri Lanka đã cấm đánh bắt ven biển từ Kalutara đến Negombo, vì lo ngại ô nhiễm. Trong một ngày, khoảng 5.600 tàu đánh cá không thể ra khơi và chính phủ hứa sẽ bồi thường. Người dân cũng được Cơ quan Bảo vệ Môi trường biển khuyến cáo không chạm vào bất kỳ mảnh vỡ nào của tàu container nhiễm chất độc hại.
MEPA cho biết họ đã bắt đầu thu thập bằng chứng để nộp đơn yêu cầu bồi thường tạm thời cho những thiệt hại về môi trường do con tàu gây ra. Một đơn khiếu nại của cảnh sát đã được thực hiện để điều tra sơ suất. Cảnh sát cũng đang tập hợp một hội đồng chuyên gia để đánh giá thiệt hại môi trường lâu dài hơn. Cá và rùa chết tiếp tục trôi dạt vào các bãi biển của Sri Lanka và đang được kiểm tra để xác định xem liệu nó có liên quan đến sự cố tràn dầu hay không. Trong số 1486 container, 81 trong số đó được coi là vật chứa độc hại nguy hiểm bao gồm 5 tấn axit nitric.
Vào tháng 6 năm 2021, có thông tin cho rằng con tàu container đã bị nhấn chìm xuống biển sẽ gây ra những ảnh hưởng xấu đến các loài sinh vật biển. Vào ngày 2 tháng 6, các tàu cứu hộ đã thiết lập một đường dây kéo  X-Press Pearl  ra khỏi bờ biển khi phần đuôi tàu chạm đáy buộc họ phải hủy bỏ hoạt động. Thuyền trưởng Hải quân Sri Lanka Indika de Silva cho biết không rõ liệu có bất kỳ boongke nào chưa cháy còn lại trên tàu hay không nhưng các nhà chức trách đang theo dõi sự cố tràn dầu..